# Ingolf Davidsen
Ingolf Martin Davidsen (Bergen, 1893. január 30. – Bergen, 1946. március 23.) olimpiai ezüstérmes norvég tornász.
Ez első világháború után az 1920. évi nyári olimpiai játékokon, mint tornász versenyzett és szabadon választott gyakorlatokkal, csapat összetettben ezüstérmes lett.
Klubcsapata a Bergens TF volt.